# Combretum purpureiflorum
Combretum purpureiflorum är en tvåhjärtbladig växtart som beskrevs av Adolf Engler. Combretum purpureiflorum ingår i släktet Combretum och familjen Combretaceae. Inga underarter finns listade i Catalogue of Life.